# 斉耀珊
斉 耀珊（せい ようさん）は清末民初の政治家。北京政府で要職をつとめた。字は照巖。兄は同じく清末民初の政治家である斉耀琳。

## 事績
1890年（光緒16年）、庚申科進士となる。その後は湖北省で各職を歴任し、湖北提学使まで昇進した。1913年（民国2年）1月、北京塩務籌備処処長となる。翌年3月には約法会議議員、5月には参政院参政となった。
1918年（民国7年）1月、浙江省省長となる。1920年（民国9年）6月には山東省省長に異動した。1921年（民国10年）5月、靳雲鵬内閣で内務総長兼飢饉救済会総理となる。後に督弁京師市政事宜、商務銀行総裁も兼ねた。12月、梁士詒内閣で農商総長に異動し、さらに教育総長も兼任署理した。
顔恵慶臨時内閣を経て、周自斉臨時内閣の1922年（民国11年）6月に政府の各職を離れ、農商銀行総裁となった。1927年（民国16年）、安国軍政治討論委員会委員、北京古学院経史研究会研究員などをつとめている。
以後、斉耀珊の行方は不明である。

## 注
1. ↑  徐友春主編『民国人物大辞典 増訂版』2317頁による。Who's Who in China 3rd ed., p.162は、1867年生まれとする。